# Okrouhlička
Okrouhlička (dříve Šejdorf, německy Scheibelsdorf) je obec v okrese Havlíčkův Brod v Kraji Vysočina. Žije zde 282 obyvatel. Obcí protéká potok Žabinec, který je levostranným přítokem řeky Sázavy.

## Historie
První písemná zmínka o obci pochází z roku 1307, kdy ji spolu s jinými vesnici od kláštera benediktinů ve Vilémově získal výměnou Raimund z Lichtenburka. V listině vyhotovené k této výměně je uváděna jako Scheiblisdorf. Ještě v průběhu 14. století se vesnice stává majetkem pánů z Lipé a nejpozději od poloviny 17. století patří majitelům úsobského panství. Od nich ji v roce 1797 odkoupil kutnohorský měšťan Jan Antonín Rychlý a připojil ji ke statku Skřivánek. Vesnice ležela na staré stezce, po které formané vozili z rakouských zemí do Čech sůl, a ti zde často na své cestě odpočívali. V polovině 18. století však byla vybudována nová císařská silnice a význam Okrouhliček tak opadl. Do roku 1946 nesla obec název Šejdrof.
V roce 2016 získala obec ocenění v soutěži Vesnice Vysočiny 2016, konkrétně obdržela diplom za udržení venkovského charakteru obce. V letech 2006–2010 působil jako starosta Ing. Luboš Strašil, od roku 2010 tuto funkci zastává Štěpánka Trbušková.
| Rok            | 1869 | 1880 | 1890 | 1900 | 1910 | 1921 | 1930 | 1950 | 1961 | 1970 | 1980 | 1991 | 2001 | 2006 | 2014 |
| Počet obyvatel | 446  | 507  | 525  | 479  | 491  | 468  | 400  | 296  | 289  | 253  | 260  | 214  | 194  | 199  | 236  |

## Spolky a neziskové organizace
- Sbor dobrovolných hasičů
- Myslivecké sdružení Okrouhlička [10]
- Knihovna Okrouhlička [11]
- Volnočasové centrum – neseď doma [12]

## Pamětihodnosti
- Kaplička sv. Jana Nepomuckého z roku 1763

## Osobnosti
- Jindřich Beneš (1919–1986), válečný letec

- Otmar Hrejsa (1866–1946), evangelický farář, národohospodář a politik
- Antonín Vendl (1919-2002), válečný letec

## Části obce
- Okrouhlička
- Skřivánek